# Kościół św. Anny w Wohyniu
Kościół św. Anny w Wohyniu – rzymskokatolicki kościół w Wohyniu, który jest świątynią parafii św. Anny w Wohyniu.

## Historia
Pierwotny kościół drewniany, w 1794 roku uległ pożarowi i nabożeństwa odprawiały się w domu altarystów. Obecny kościół parafialny murowany, wybudowany w latach 1837–1854; zamknięty w 1885 roku przez rząd carski i parafię przyłączono do Komarówki Podl., dopiero po tolerancji religijnej otwarty ponownie w 1906 r., w dwa lata później powiększony staraniem ks. Ludwika Romanowskiego, w 1910 roku konsekrowany przez biskupa lubelskiego, Franciszka Jaczewskiego. Styl eklektyczny z cechami baroku i neoklasycyzmu. Księgi metrykalne od 1860 roku. Kronika parafialna od 1950 roku 